# استیون هی
استیون هی اوبیرن (انگلیسی: Steven He O'Byrne؛ زادهٔ ۳۱ دسامبر ۱۹۹۶) که بیشتر با نام استیون هی شناخته می‌شود، بازیگر و کمدین اهل چین است.